# 福島藤助
福島 藤助（ふくしま とうすけ、1871年3月22日（明治4年2月2日） - 1925年（大正14年）7月6日）は、青森県弘前市の醸造家、実業家。福島酒造会社（のちに福島醸造株式会社）、富名醸造株式会社、陸奥製糸株式会社、株式会社北日本農園、弘前印刷株式会社の創業者。

## 経歴
- 1871年（明治4年） - 青森県弘前市西茂森町三十六番屋敷で父・武作、母・ひさ（弘前藩士・福島勘也の次女）の長男として生まれる。
- 1873年（明治6年、2歳） - 父・武作が死去。生計を立てるために祖父・勘也はこうじ屋を始める。
- 1877年（明治10年、6歳） - 母・ひさが勘也の雇い人である成田音吉と再婚する。
- 1886年（明治19年、15歳） - 弘前市茂森町の建築請負業平田倭一家へ大工見習いとして弟子入りする。
- 1892年（明治25年、21歳） - 弘前市和徳町の大工棟梁今常吉の長女・よねと結婚。
- 1893年（明治26年、22歳） - 母・ひさ、祖父勘也死去。
- 1896年（明治29年、25歳） - 酒造業を始めるため、大工を辞める意思がある事を平田棟梁に打ち明ける。平田は藤助の決断を尊重し、支援と協力を申し出る。茂森町三十九番戸の平田の屋敷を譲り受け、酒蔵をつくり、この冬から仕込みを始める。このときの醸造量免許は三百石であった。委託醸造は予想以上の受注があり、「吉野桜」と名付けた販売酒[注釈 1]も他の銘柄に比べ安価であったため好評を得る。5月8日、長男・兵助誕生。
- 1897年（明治30年、26歳） - 酒造法の制度改革により委託醸造ができなくなり、販売酒「吉野桜」のみで経営を行うため施設の整備拡充を行う。
- 1901年（明治34年、30歳） - 養父・音吉死去。
- 1902年（明治35年、31歳） - 次男・泰助誕生。
- 1903年（明治36年、32歳） - 三男・慶助誕生。祖母・たき死去。「純粋酵母醸法」の広告を見て和歌山県の溝端酵母研究所を訪れ、のちに自らの事業を支えることになる溝端久太郎と出会い、意気投合。この後「純粋酵母醸法」や販売方法を学ぶため、頻繁に行き来を始める。
- 1907年（明治40年、36歳） - 弘前電灯会社跡地の吉野町（当時の地名は中津軽郡清水村富田字吉田野）に茂森町から倉庫を移築。設備の整備を進める。9月、福島酒造会社と名称を改める。また、清水村富田に酒造研究所、同地区富田字名屋場に大規模な工場建設計画を立てる。
- 1908年（明治41年、37歳） - 四男・大助誕生。
- 1910年（明治43年、39歳） - 二女・タキ誕生。
- 1912年（明治45年、42歳） - 五男・英助誕生。この頃から多角経営を始める。
- 1913年（大正2年、43歳） - 吉田野（現吉野町）における増設工事完了。製氷機、蒸気機関、精米機、細菌学研究設備が備えられた。また冷却装置により醸造可能な期間が長期化した。四季醸造が本格化する。この頃清酒「長安正宗」を手がける。
- 1914年（大正3年、44歳） - 三女・とみ誕生。
- 1915年（大正4年、45歳） - 醸造高三千石に達する。
- 1916年（大正5年、46歳） - 六男・九助誕生。8月、富田村の酒造研究所完成。
- 1918年（大正7年、47歳） - 2月、富名醸造株式会社創設。「富名正宗」を製造。
- 1918年（大正8年、48歳） - 富士食料会社、陸奥製糸株式会社、株式会社北日本農園、弘前印刷株式会社、創設。劇場「弘前座」を設立。
- 1920年（大正9年、49歳） - 10月、清酒品評会の会場となる「長安倶楽部」を建設。
- 1921年（大正10年、50歳） - 福島、富名両工場の動力を賄うため、当時の相馬村紙漉沢に岩木川福島発電所の工事着工。両工場の石高を合算して一万石を達成。
- 1922年（大正11年、51歳） - 11月、会社を法人化し、資本金二百万で福島醸造株式会社設立。
- 1924年（大正13年、53歳） - 8月30日、岩木川福島発電所完成。
- 1925年（大正14年、54歳） - 7月6日、夜11時20分自宅寝室にて心臓麻痺で死去。11日弘前市西茂森町勝岳院にて葬儀が行われた[1]。

## 酒造業の成功と時代背景

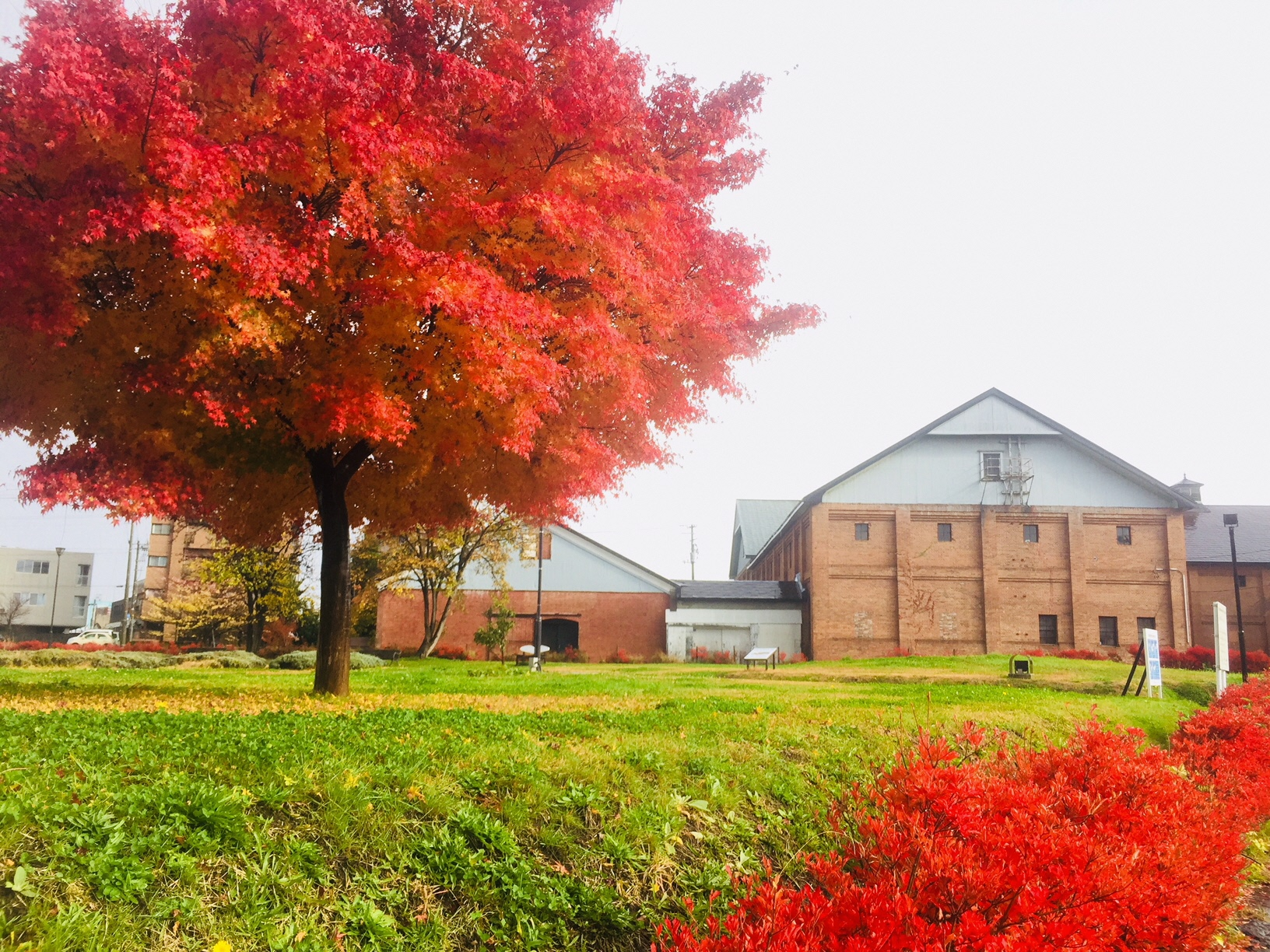
かつて「吉野桜」の製造が行われていた吉野町煉瓦倉庫
2017年撮影

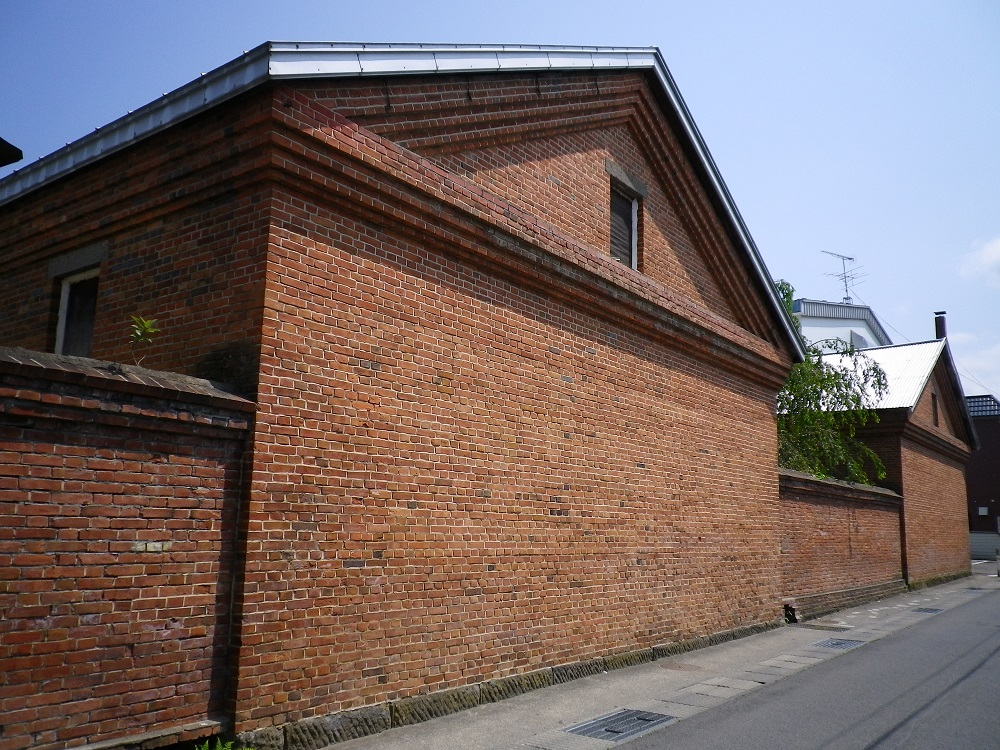
かつて「富名正宗」の製造が行われていた建物（現在の弘前銘醸）
2012年撮影

藤助が大工から酒造業に転業した1896年（明治29年）は、日清戦争後の好景気の波が青森県弘前市にも押し寄せているさなかであった。国の流れは軍備の強化へと向かい、同年9月に第8師団（日本軍）の弘前設置が正式に決定、翌年10月10日に師団司令部が設置された。廃藩によって沈滞していた弘前の経済界や市民は、これを大歓迎した。また、1894年（明治27年）12月1日には青森‐弘前間の鉄道が開通し、師団設置のための資材の輸送などに大いに貢献した。この時期津軽地方は豊作が続いた事も幸いであった。好景気の中酒は大いに売れた。
しかし1897年（明治30年）の酒造法制度改革により、自家用酒の醸造が全面的に禁止となった。自家用酒の委託醸造を主な仕事にしていた藤助にとっては死活問題であった。友人・白沢長之助と話し合いの末、対策として販売酒「吉野桜」のみで経営を行うため設備を整備拡充することを決める。藤助の大工見習時の師・平田倭一の斡旋で関銀行（社長：関清六）から融資を受けることになり、試練を乗り越えた藤助は事業の足元を固めていった。
藤助が「純粋酵母醸法」の研究に明け暮れていた1904年（明治37年）、日露戦争が勃発し日本の勝利で幕を閉じた。これによってさらに酒の需要が高まることとなった。工程を短縮でき需要にすばやく応えられるこの醸法は、藤助に莫大な利益をもたらした。藤助は得られた資金を元手に大規模生産に乗り出すことを計画、現在の吉野町に工場を移し増設する。土淵川が流れ、水が湧く地形、師団が設置されてからの発展ぶりに着目したのである。
その後藤助は、当時弘前市外であり地価の安かった清水村富田名屋場にも進出し富名醸造株式会社を建設する。第8師団が設置された地であり今後の発展を見込んでのことであった。また1914年（大正3年）に勃発した第一次世界大戦でも戦勝による好景気がもたらされる事になった。
当初三百石から始まった藤助の酒造りは、三度の戦勝景気や交通網の整備による販路の拡大に後押しされ、二つの酒造工場を合わせて念願の一万石を達成した。福島醸造でつくられた「吉野桜」は県内のみならず北海道方面にも移出され、富名醸造による「富名正宗」は、関東方面にも移出された。また小樽市港町に支店が設けられ、札幌市南4条には青森県物産館が建てられた。
このように急発展を遂げた事業において、増築や整備のための莫大な資金が必要であったが、関銀行はじめ五十九銀行、津軽銀行、弘前銀行などとの取引により資金調達は速やかに行われた。藤助の伝記を記した船水清は「時流の波に乗って築き上げた福島会社の信用がものをいったのだと思われる」「事業家としての彼の資質がすぐれていたことはもちろんだが彼のようにまた時流の波を一波二波三波とたくみに乗り越えながら成功した人間も少ないと思う」と述べている。
酒造界において偉業を成し遂げながらも54歳で急逝したため、藤助の死は「実に酒造界の一大損失」であると報じられた。

## 酒造の特徴

### 醸造方法
藤助は、2週間から1か月かかる「酒母」を使った酒造りに替えて、酵母を使った3日ほどでできる酒造りを目指していた。その研究が行き詰まりを見せていた1903年（明治36年）、藤助は出張中の東京で「純粋酵母醸法」という新聞広告を見つける。広告主である溝端久太郎に会うため、和歌山県妙寺村にある溝端酵母研究所へ向かう。二人はすぐに意気投合し、藤助はその日から2週間滞在し、酵母づくりの指導を受けた。その後二人は弘前と和歌山をたびたび行き来し、時には夜明けまで語り合ったという。溝端久太郎に学んで以来、藤助は純粋酵母のみにて仕込みを行った。こうして溝端久太郎の協力を得て、当時としては画期的な四季醸造を行うことが可能となった。季節を問わず生産できるこの醸造方法は、計画的な生産と大幅なコストダウンを実現した。大正末期から昭和30年代まで酒造界において試行錯誤されていたが、すでに藤助は明治期より着手しており、まさに革新的な試みであった。
その他、藤助は単に培養酵母を醸造に応用したのみならず、麹製造にも自ら純粋培養した種麹を使用した。市販のものも使用したが、目家製のものに比べると成績が劣った。また藤助の実験によれば、一種類のみの酵母を使用するよりも数種類の酵母を混用する方が成績良好であるように感じられたため、醸造協会のものと自身ものを混用していた。
醪に稀盤酸を添加する方法を用い、その応用と普及を行った。

### 原料米
福嶋酒造株式会社では、青森県米を主とし、そのほか秋田や山形両県の良質米を使用していた。
富名醸造株式会社では1933年（昭和8年）に「亀ノ尾」「豊国三号」という品種の米を使用していることが確認できている。「亀ノ尾」は明治末期から秋田県はじめ東北地方で広く栽培された品種で、「豊国」も秋田県から宮城県仙北地方で大正初年から栽培された。軟質の「亀ノ尾」は酒母と麹米に、やや硬質の「豊国」は醪の掛米に用いるべきで、地方産米であっても品種の特性を活用した醸造技術をとれば優良酒の製造は可能であるとされ、東北酒造業の暗黒時代と呼ばれた明治末から大正初年にあって、両品種は、酒造好適米として「米の問題に於て一時期を画する」と評価された。

### 醸造用水
茂森から吉野町へ移転した理由の一つには、酒の改良上、従来の井戸の水に欠点を発見したことがある。
福嶋酒造株式会社では、構内2箇所の井戸水を使用。水質は軟水で、水量も豊富で四季を通じて変質することはなかった。

### 受賞歴
清酒「吉野桜」は、全国や東北・北海道の品評会において、出品の都度優等賞や特選に入賞していたようであるが、藤助の工場で製造された清酒の受賞歴のうち確認できたものは下記の通り。
- 1903年（明治36年） - 第五回内国勧業博覧会にて褒状受賞[21]
- 1914年（大正3年） - 青森県酒造組合職合第一回清酒品評会にて「吉野桜」二等賞受賞[22]
- 1923年（大正12年） - 「長安正宗」金碑に擬す[23]

## その他の手がけた事業

### 岩木川福島発電所
藤助が建てた二つの酒造工場へ安定した電力を供給するために、1923年（大正12年）に建設された水力発電所。建物は弘前市紙漉沢堰根303‐1に現存する。この発電所の完成によって、藤助が開発した四季醸造法を本格的に稼働させることができるようになり、酒造りの品質向上と均一化が達成された。工事が着工したのは1921年（大正10年）であったが、固い岩盤と三度の水害のためになかなか捗らず、総工費は75万円を越えたと言われ、3年目に完成した当時は、一時会社の運転資金にも困るほどの大事業だった。

### 変電所

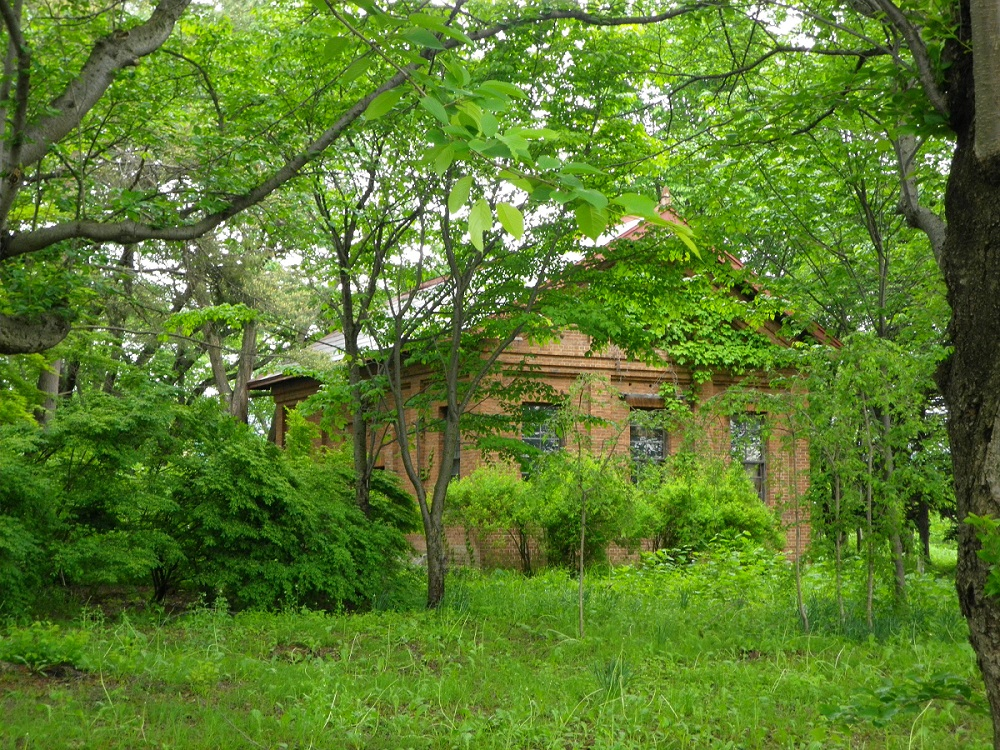
変電所跡地 2012年撮影

岩木川福島発電所から送られてきた高電圧の電気を、低い電圧に落とすために富士見町に建設された変電所。二つの酒造工場へ電力を送り届ける役割を果たしていた。現在この変電所がある私有地は、ソメイヨシノを主体とした約1ヘクタールの林地となっており、桜の名所としても知られている。ソメイヨシノの樹形が本来の状態で保たれていることから、1991年（平成3年）2月19日に保存樹林に指定された。

### 陸奥生糸株式会社
明治期に全国的に養蚕業が奨励され、弘前市でも養蚕・製糸・機織りが勧められていた。そこで藤助は、1919年（大正8年）に弘前市清水富田（現在の富士見町）に陸奥製糸株式会社を設立し、醸造のほかの異業種の一つとして経営に乗り出した。会社の資本総額は20万円で、生糸と蚕種の製造販売、桑苗の製造販売、蚕糸業にかかわる付帯事業など（生糸を足利などの主産地に送り「弘前銘仙」の委託生産）を行った。
1930年（昭和5年）の生糸大暴落の影響を受けて会社は解散し、その後、会社は大株主の一人・成田匡之進によって乾燥リンゴの製造を行うようになった。事業のために煉瓦造で工場が建設されたが、現存しない。

### 富士食料会社
1913年（大正2年）に津軽地方が凶作に見舞われたときの体験から、食糧難への備えや食糧物資の節約合理化のため、富士見町に人造米の製造を行う会社を設立した。同社で製造された人造米は、小さく刻んで特殊な熱処理で乾燥させたジャガイモを米に入れて炊きこむというものであった。しかしこの事業は当時としては飛躍しすぎており、失敗に終わった。

### 長安倶楽部

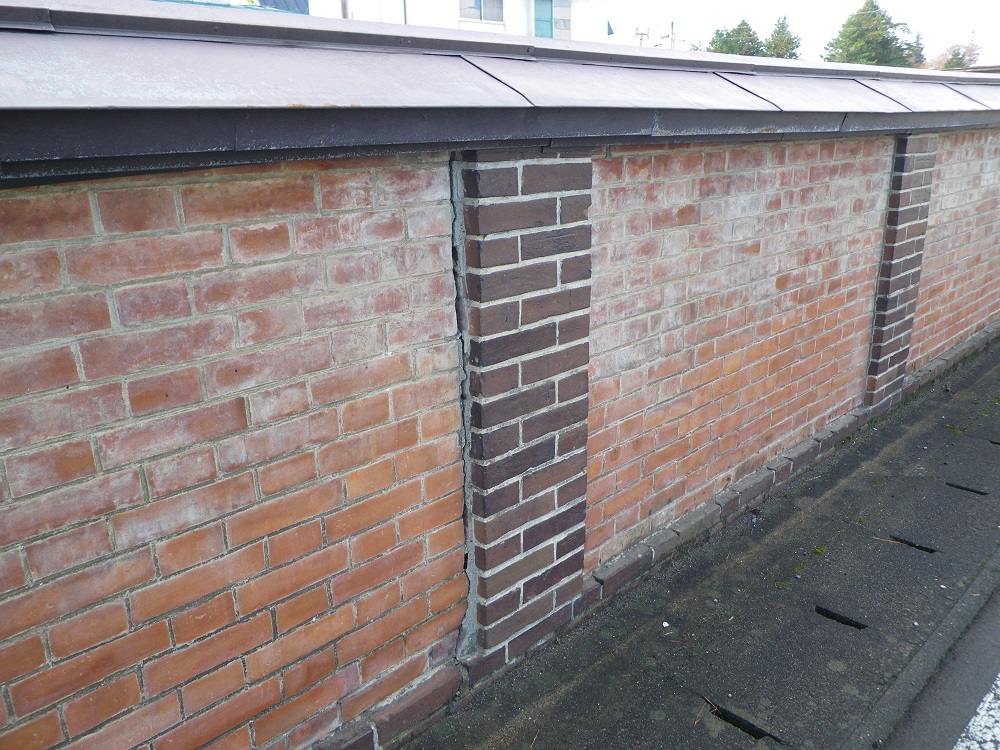
長安倶楽部跡地 2017年撮影

1920年（大正9年）に弘前で開催された第5回奥羽六県連合清酒品評会のために、藤助が建てた私設の公会堂。当時、弘前には多人数を収容できる会場がなかったため、東北でも醸造家として名をはせていた藤助自身が私財を投じて建設した。
130坪の土地に7間（約13m）に19間（約34m）の木造銅板葺平屋造りであり、総工費4万円の宏壮なものであった。着工以来わずか40日で昼夜兼業して完成させた建物であるが、内部には150畳敷きの大広間を中心にして、幅一間の縁側がめぐらしてあり、北側には床の間、南側には舞台がしつらえてあった。床の間には弘前出身の日本画家・野沢如洋による掛け軸が飾られた。長安倶楽部は品評会の後一般開放され、結婚式、演芸、茶華道その他の諸会合に広く利用され、市民の社交場として大変親しまれた。
その後弘前市吉野町にあった建物は取り壊され、跡地には弘前保健所が建っていたが、やがて保健所の建物もなくなり、現在は煉瓦造の塀のみが当時の面影を伝えている。藤助がこの建物に「長安倶楽部」と名付けたのは、唐詩選にある杜甫の「李白一斗詩百篇、長安市上酒家眠る」の詩を好んでいたためと言われている。

### 弘前座
1872年（明治5年）に建てられ市民に親しまれてきた劇場「柾木座」が1917年（大正6年）に焼失した。市民の期待と町内の繁栄のために劇場の再建が計画され、名称が「弘前座」と改められ株式会社となり、藤助が初代の社長（代表取締役）に選ばれた。元寺町に建物が存在したが、現存しない。
藤助は中央劇団でも有名な長谷川勘兵衛に劇場の設計を依頼し、1919年（大正8年）に落成。総坪数260坪、天井まで27尺（約8m）、客席はハイカラな趣向が施されていた。前面洋館、本屋和造りで総工費は三万六千円。
こけら落としは、東京歌舞伎座の大看板・松本幸四郎一行による地方では希にみる豪華な公演であった。その後も、女義太夫「竹本綾之助一座」の来演、芸術座の『生ける屍』同『復活』（松井須磨子主演）、活動写真の上映、浅草歌劇のオペラ座公演など、多彩な興行を続けた。

### その他
実業家としては、1919年（大正8年）堀越村に北日本農園株式会社を設立するほか、同年相良町に弘前印刷株式会社を設立した 。
藤助の構想した事業のひとつに鉄道事業がある。1912年（大正元年）8月15日に、弘前‐黒石間の鉄道が開通したものの、弘前から大鰐や藤崎方面へは交通が不便であったため、弘前‐大鰐‐藤崎間に電車を通そうと考えていた。また、菊池武憲が弘前‐尾上間に鉄道敷設を計画し、1924年（大正13年）に組織会が開かれた際には、藤助は真っ先に参加し、大いに協力的な態度を示したが、鉄道の実現を見ないうちに藤助はこの世を去った。 
また藤助は弘前商工会長、弘前商業会議所常議員、弘前電灯株式会社重役など、様々な要職についていた。

### 人物・エピソード
- 身長は五尺五寸（約167cm）くらいのがっちりした体格で、若いころから大工で体を鍛えたため、非常に健康でほとんど病気をしなかった[35]。
- 大工見習いとして奉公に出ていた藤助は、20歳で年期が明ける際に、棟梁から5円の祝儀を与えられた。藤助はその全額で酒や肴を買い、仲間の大工にふるまった。帰宅後、母・ひさに叱られた藤助は「仲間の喜びは5円以上のものだ」と馬耳東風の体であったという[36]。
- 洋服を好まず、事業家として高い地位についた後も普段会社では木綿の着物で通し、中折れ帽を横にしてかぶっていた。自家発電所の工事を始めた頃には木綿筒袖の着物を尻はしょりに、股引、脚絆、草鞋ばきに鳥打帽といういでたちで、三里の道を歩いて通った[35]。
- 非常に健脚でたいてい歩いて出かけたが、事業が多忙になってからは自転車を乗り回し、さらに忙しくなってからは人力車を雇って移動した。休みの日には子供たちを連れ、碇ヶ関や岩木山神社へと歩いて遠足に出かけた。先だってどんどん歩くので子供たちの方が疲れたという[35]。
- 子供たちに対してはほとんど怒ることもなく鷹揚な父親であった。しかし行儀作法に関しては厳しく、食事のときは常に正座をさせ、米粒を粗末にする事を禁じた[37]。
- 早起きであったため朝早く工場の周りを見回り、燃やせるガラクタはボイラーの焚き付けにするなど物事をきちんと処理することを好んだ。藤助のもとに長年出入りした山内市太郎によると、不浄な行為を嫌い物事の折り目を正すことに厳しかった[37]。
- 義侠心に富み、上下の区別なく語り合える明るい性格であった。雇い人に対して親身になって相談に乗り、金払いもきれいであった。人にご馳走するための散財を惜しまず、自分では深酒をしないが工場や倉庫が完成すると芸者、三味線、太鼓、獅子踊りを呼んで大盤振る舞いをした[38]。
- 1910年（明治43年）5月3日に青森市で発生した大火事の際、藤助が取引していた酒屋も15、6件被害にあった。火事見舞いの後、藤助は銀行から融資を受け建築資材を購入し、馬方を動員し荷馬車で運搬した。十日もたたぬ間に、取引先の酒屋すべてのためのバラックが建築された。このことに感激した青森市の酒屋とは、その後も長く取引が続いた[39]。
- 藤助の事業の急発展は、市内の同業者にとっては脅威となり、廃業を考える者もいたが、藤助はそのような同業者（紺屋町の川村酒造店や代官町の玉田酒造店など）に援助した。また失敗した酒を買い取り、直して売りさばいた[40]。
- トタン屋の職人が帰る際に持ち出そうと隠していたトタン板を発見した藤助は、職人が帰る時通らざるを得ない帳場の前に持ってきて並べた。この職人は翌日から出勤しなくなった[41]。
- 元果樹園であった工場の敷地[注釈 3]には様々な果樹が残っていた。ある風の強い日、沢山の梨の実が落下した。若い左官屋たちはそれを拾って食べていたが、その中の一人がさらに実を落とそうと木をゆすった。これを見た藤助は鋸を持ち出し、梨の木を伐った。すべての木を伐ろうとする藤助を左官の親方が制止すると、「落ちた梨を食べるのはかまわぬが故意に取って食う根性は道にはずれている」と言う。これには皆必死に謝罪し、許しを得た[38]。
- 藤助が手がけた建築物はそのほとんどが煉瓦造りであった。煉瓦が建築材として用いられたのは、簡単に壊すことができない頑丈な素材を用いることで、仮に自らの事業が失敗しても市の将来のために遺産として残すことができると、考えたためである[39]。吉野町と富田に建てた二つの酒造工場、岩木川福島発電所および変電所、陸奥製糸工場、長安倶楽部にはりめぐらされた塀も煉瓦で造られた。